# كريستيان فولباتو
كريستيان فولباتو (مواليد 15 نوفمبر 2003) هو لاعب كرة قدم إيطالي يلعب في مركز خط الوسط المهاجم في نادي روما.

## روابط خارجية
- كريستيان فولباتو على موقع إي إس بي إن إف سي (الإنجليزية)
- كريستيان فولباتو على موقع قاعدة بيانات كرة القدم.إي يو (الإنجليزية)
- كريستيان فولباتو على موقع ليكيب (الفرنسية)
- كريستيان فولباتو على موقع Soccerway.com (الإنجليزية)
- كريستيان فولباتو على موقع عالم كرة القدم.نت (الإنجليزية)